# Palazzo Bassi Rathgeb
Il palazzo Bassi Rathgeb era un'abitazione civile rinascimentale la cui costruzione risale al XVI secolo; si trova in via Pignolo al civico 72, nella parte bassa della città di Bergamo, dal 2000 sede del Museo Diocesano Adriano Bernareggi e dal 2018 è sede di alcune aule del Dipartimento di Lettere, Filosofia, Comunicazione dell'Università degli studi di Bergamo.

## Storia
L'importante cambiamento politico della città e del suo territorio con la venuta della Repubblica di Venezia nel 1428, che vedeva la città svuotata a causa delle numerose guerre, portò famiglia di commercianti e artigiani fuggiti nelle valli a fare ritorno a Bergamo, dove Venezia proponeva alcune agevolazioni a chi costruiva nuovi palazzi o ristrutturava quelli ormai fatiscenti. Molti scesero dalla valle Imagna come le famiglie dei Roncalli, Petrobelli, Mazzoleni, Grassi Locatelli, Zabelli Rota, e altri ancora. Era sicuramente una società diversa, la nobiltà era in declino, e i nuovi ricchi non erano i nobili ma il nuovo ceto sociale composto da commercianti. Molti si trasferirono a Venezia dove si arricchirono.
I palazzi, o meglio quelle che in origine erano quattro case diverse, realizzate nell'arco di poco più di vent'anni, raccontano la storia di due famiglie, quelle dei fratelli Antonello e Bertulino Casotti de Mazzoleni, entrambi commercianti di panni di lana, che con i loro figli, volendo ampliare la propria attività si trasferirono dalla Valle Imagna a Bergamo.
I figli di Antonello, Paolo e Zovanino, fecero edificare due nuove case confinanti, su progetto di Pietro Isabello. Il fabbricato venne costruito sugli orti acquistati dal cugino Zovanino Casotti nel 1507.

Nel 1514 la pulcherrima domus di Zovanino e Bartolomeo, noviter constructa era almeno in parte già abitabile.
Nella divisione delle attività di famiglia, i fratelli Zovanino e Bartolomeo si divisero la grande casa di famiglia e a Bartolomeo spettò tuta la fabrica nova quanto capissono le colonne et comprendendo la corte de dreto con lo mazorino et quella loza per longo fin sopra lo orto, che è la parte oggi occupata dal museo diocesano. A Zovanino spettò una parte di casa oggi inglobata nel confinante palazzo Tasso, mentre Paolo Casotti edificò Palazzo Casotti al civico numero 70.
Sarà il conte Giovanni Mosconi, proprietario nel XVIII secolo a ricostruire il corpo di fabbricato che si affaccia su via Pignolo fra il 1736 e il 1741. Nel 1891 il palazzo divenne di proprietà di Alberto Rathgeb, famiglia che in nome di Roberto Bassi Rathgeb, collezionista e critico d'arte, donò alla Diocesi di Bergamo nel 1972, divenne sede del museo Adriano Bernareggi spostandolo da casa Fogaccia. La collezione fu invece donata al comune di Abano Terme, allo scopo di istituire il museo a lui intitolato.

## Architettura
Il portale d'ingresso in via Pignolo, è in bugnato settecentesco con una rosta in ferro battuto e accede verso il cortile interno, che ha sul lato ad ovest un porticato in stile rinascimentale con cinque arcate poggianti su colonne e capiteli in pietra. Il loggiato superiore è composto sei colonne dall'altezza inferiore, questa diversità tra i due piani era architettonicamente comune nella bergamasca del XVI secolo.  La parete frontale presenta porte e finestre in pietra decorata del salone che separa questo corpo di fabbrica dal cortile esterno.  Nel giardino sono presenti i busti rappresentanti i due fratelli Bartolomeo e Zovanino vestiti in abiti antichi, le sculture opera di Donato Fantoni di Rosciano, così come le decorazioni delle porte che rappresentano scene mitologiche come l'episodio di Caco che ruba le giovenche a Ercole precedenti il 1507, o i medaglioni con ritratti di imperatori romani, una donna e un moro, sempre come era la moda nel XV secolo.

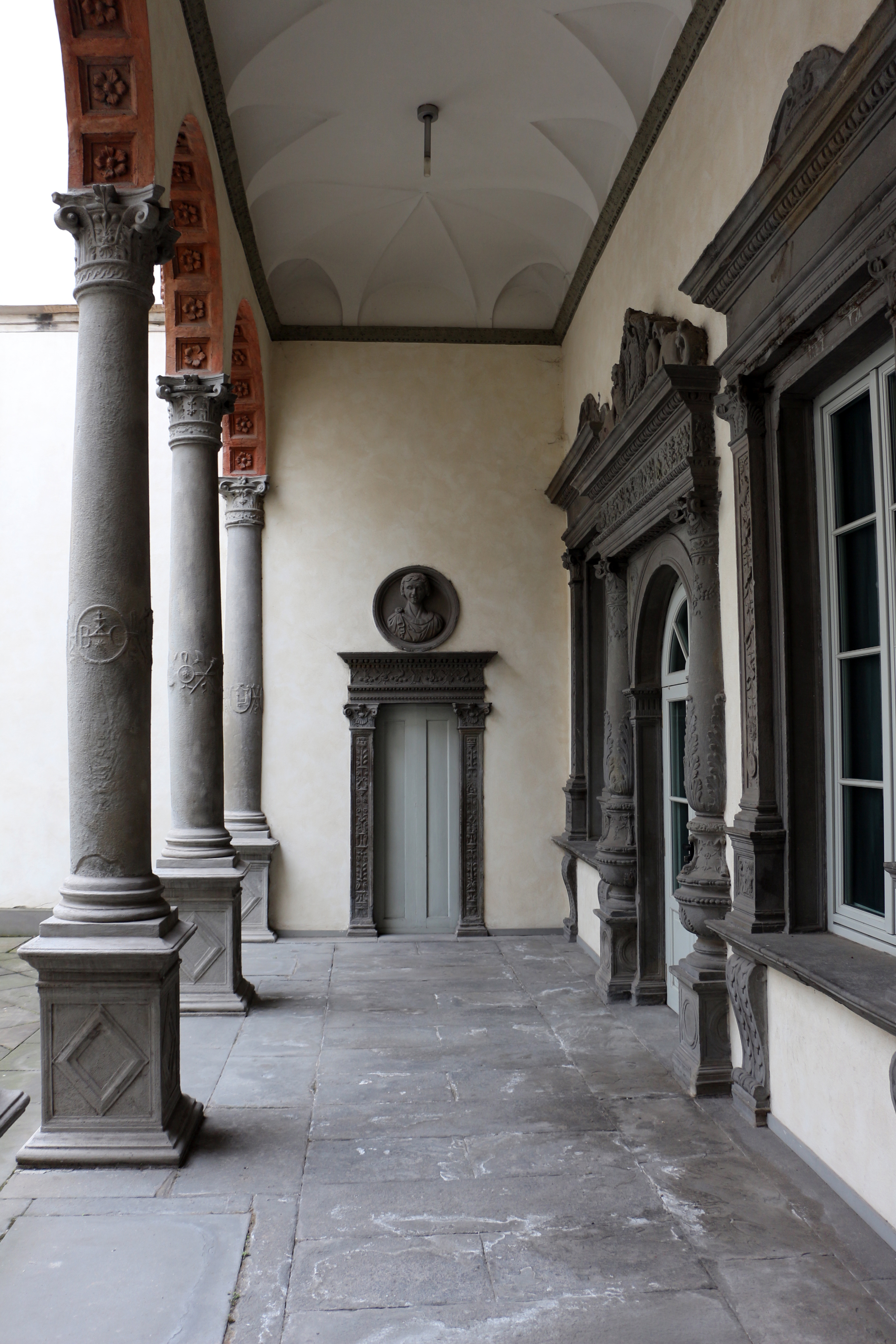
Museo diocesano bernareggi, cortile, 02

La porta d'accesso al salone, poi museo, riporta lo stemma della famiglia Casotti con sopra incise le iniziali B C, questo farebbe ritenere che il Bartolomeo, per un determinato periodo, sia stato il solo proprietario del palazzo, anche se gli atti notarili riportano sempre entrambi i fratelli, così come entrambe sono le iniziali sulla cappella di famiglia nella chiesa di Santo Spirito.

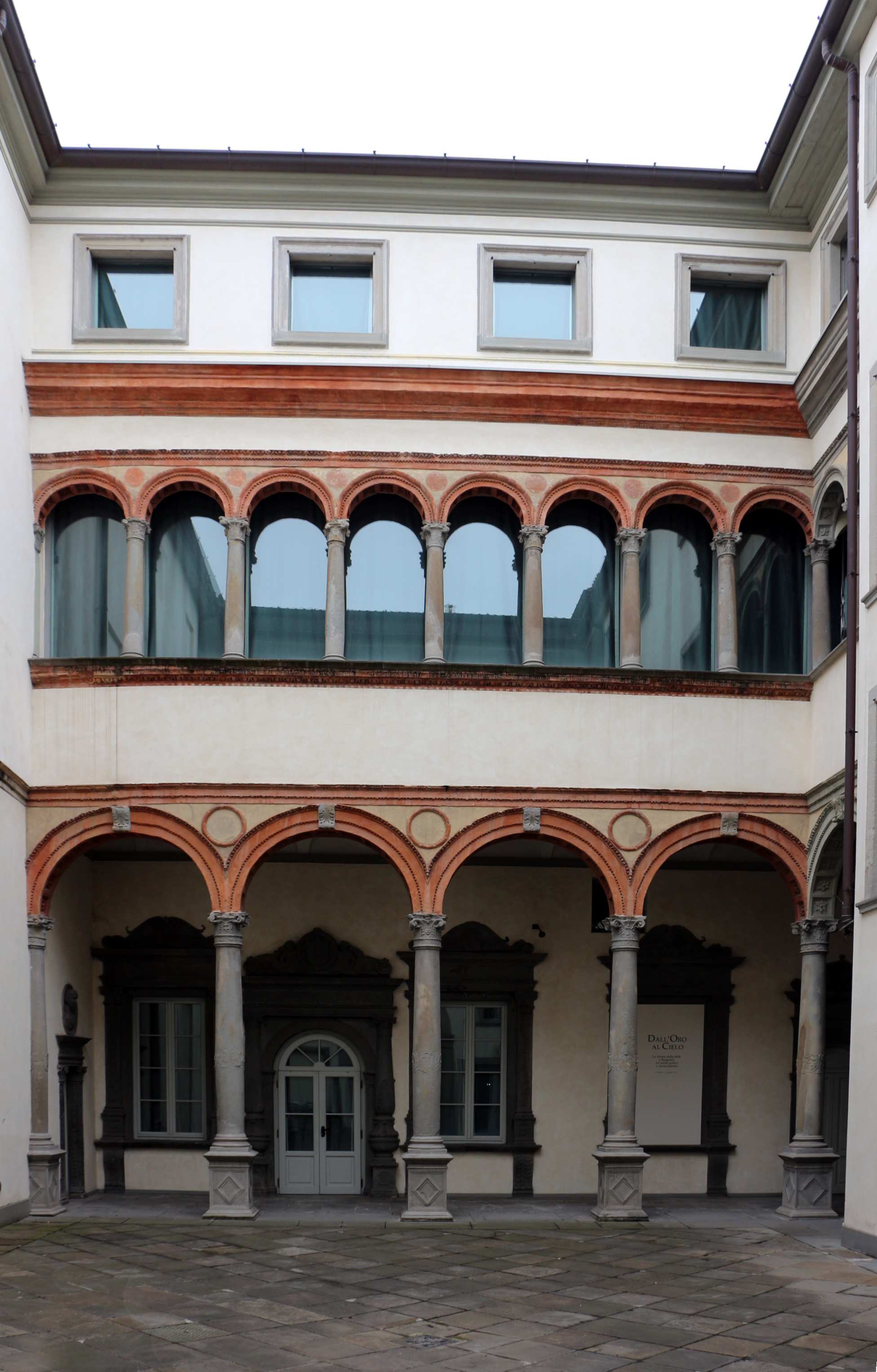
Museo diocesano Bernareggi

Non si conoscono i pittori che hanno decorato le lunette sempre con scene mitologiche, o chi abbia affrescato il salone salam maiorem domus nove, si presume sia il medesimo artista che ha dipinto le sale della casa dei parenti Casotti sempre in via Pignolo, o l'ultimo piano di Casa Fogaccia o dell'Arciprete.
Il palazzo confina a ovest con Palazzo Sozzi Vimercati e a est con palazzo Grataroli Marenzi.